# Сільський округ імені Бухарбай-батира
імені Бухарба́й-бати́ра сільський округ (каз. Бұқарбай батыр ат.а. ауылдық округі, рос. имеи Бухарбай-батыра сельский округ) — адміністративна одиниця у складі Жалагаського району Кизилординської області Казахстану. Адміністративний центр та єдиний населений пункт — село імені Бухарбай-батира.
Населення — 2016 осіб (2021; 1983 у 2009, 2150 у 1999, 2049 у 1989).
Станом на 1989 рік існувала Карл-Маркська сільська рада (село Аксай).